# Tiina Lillaková
Tiina Lillaková (celým jménem Ilse Kristiina Lillaková, * 15. dubna 1961, Helsinky) je bývalá finská oštěpařka.
Vyhrála oštěpařskou soutěž na mistrovství světa v atletice 1983 doma v Helsinkách, když posledním pokusem hodila 70,82 m. Získala tak jedinou zlatou medaili pro pořadatelskou zemi premiérového světového šampionátu. O rok později na olympiádě v Los Angeles skončila na druhém místě za Tessou Sandersonovou poté, co většinu sezony laborovala se zraněním pravé nohy. Na mistrovství Evropy v atletice 1982 a mistrovství Evropy v atletice 1986 obsadila shodně čtvrté místo a skončila šestá na mistrovství světa v atletice 1987. Byla držitelkou světového rekordu v oštěpu žen od července do září 1982 (72,40 m) a od června 1983 do června 1985 (74,76 m).
Kariéru ukončila v roce 1992 a pracuje jako masérka. V roce 2007 byla v anketě pořádané Finskou atletickou federací zvolena nejlepší finskou atletkou 20. století.